# Mustafa Kaya
 (mai 2019).
Si vous disposez d'ouvrages ou d'articles de référence ou si vous connaissez des sites web de qualité traitant du thème abordé ici, merci de compléter l'article en donnant les références utiles à sa vérifiabilité et en les liant à la section « Notes et références ».
Mustafa Kaya (né le 6 juin 1992 à Tokat) est un lutteur libre turc, de la catégorie des moins de 70 kg.
Il remporte le titre lors des Championnats d'Europe de lutte 2019.